# مارغريت غرين درابر
مارغريت غرين درابر (بالإنجليزية: Margaret Green Draper)‏ هي صحفية أمريكية، ولدت في 3 مايو 1727 في بوسطن في الولايات المتحدة، وتوفيت في 1804 في لندن في المملكة المتحدة.